# 5 февруари
5 февруари е 36-ият ден в годината според григорианския календар. Остават 329 дни до края на годината (330 през високосна).

## Събития
- 506 г. – Кралят на вестготите Аларих II издава сборник с римски закони.
- 1204 г. – Алексий V Дука Мурзуфул е коронясан за император на Византия.
- 1762 г. – Френската островна колония Мартиника е превзета от Англия.
- 1783 г. – При първото от петте последователни земетресения на полуостров Калабрия (Италия) загиват 50 хиляди души.
- 1818 г. – Маршал Жан Бернадот се възкачва на шведския престол като Карл XIV.
- 1850 г. – В САЩ е патентована първата машина за смятане аритмометър.
- 1859 г. – Княз Александру Йоан Куза е избран за владетел на Княжество Молдова и поставя основите на съвременна Румъния.
- 1861 г. – В САЩ е патентована кинокамерата от Коулмън Селърс.
- 1871 г. – Васил Левски изготвя писма до Филип Тотю в Одеса и Панайот Хитов в Белград, с които кани двамата войводи да се включат дейно в работата на Вътрешната революционна организация.
- 1885 г. – Белгийският крал Леополд II създава Свободна държава Конго като свое частно владение в Африка.
- 1889 г. – Княз Фердинанд I дава разрешение на Военното министерство за закупуване на първите картечници за Българската армия.
- 1904 г. – Войските на САЩ напускат Куба след петгодишна окупация.
- 1909 г. – Русия признава независимостта на България.
- 1917 г. – Мексико приема своята революционна конституция.
- 1928 г. – По изкуствен път е получен Витамин D.
- 1936 г. – Чарли Чаплин реализира последния си ням филм – Модерни времена.
- 1945 г. – По време на конни надбягвания в Мексико конят Голяма Ракета поставя световен рекорд по скорост – 70 км/ч.
- 1953 г. – За пръв път е показан анимационният филм на Уолт Дисни „Питър Пан“.
- 1958 г. – Военноовъздушните сили на САЩ загубват водородна бомба близо до бреговете на Савана, Джорджия, бомбата не е намерена.
- 1958 г. – Гамал Абдел Насър е номиниран за първи президент на Обединената Арабска Република.
- 1968 г. – Виетнамската война: Започва Битката при Ке Сан.
- 1971 г. – Проект Аполо: Аполо 14 каца на Луната.
- 1973 г. – В Торонто (Канада) започва строежът на телевизионната кула Си Ен Тауър – най-високата сграда в света за следващите 34 години.
- 1976 г. – Американката Мод Тал става най-възрастният шофьор в света, след като получава книжка на 104-годишна възраст.
- 1991 г. – Столицата на Киргизстан – Фрунзе е преименувана на Бишкек.
- 1997 г. – Под обществен натиск три швейцарски банки прехвърлят 71 млн. долара по сметката на фонда за жертвите на Холокоста.
- 2000 г. – В Техеран е извършен неуспешен опит за атентат срещу президента на Иран Мохамед Хатами.
- 2002 г. – Компанията Pepsi заснема най-скъпия рекламен видеоклип – с участието на Бритни Спиърс на стойност 9 млн. долара.

## Родени
- 1788 г. – Робърт Пийл, министър-председател на Обединеното кралство († 1850 г.)
- 1808 г. – Карл Шпицвег, немски художник († 1885 г.)
- 1812 г. – Жорж Дантес, френски монархист († 1895 г.)
- 1840 г. – Джон Бойд Дънлоп, шотландски изобретател († 1921 г.)
- 1840 г. – Хайръм Стивънс Максим, британски изобретател († 1916 г.)
- 1843 г. – Никола Ганчев, български революционер († 1876 г.)
- 1848 г. – Жорис-Карл Юисманс, френски писател († 1907 г.)
- 1852 г. – Масатаке Тераучи, министър-председател на Япония († 1919 г.)
- 1857 г. – Тодор Шишманов († 1927 г.), български търговец и политик, кмет на Ески Джумая / Търговище[1]
- 1866 г. – Рейджиро Вакацуки, министър-председател на Япония († 1949 г.)
- 1871 г. – Константин Н. Робев, български лекар († 1946 г.)
- 1877 г. – Константин Калинин, съветски авиоконструктор († 1938 г.)
- 1878 г. – Андре Ситроен, френски автомобилен пионер († 1935 г.)
- 1882 г. – Луи Вагнер, френски автомобилен състезател († 1960 г.)
- 1889 г. – Станке Димитров, български антифашист († 1944 г.)
- 1899 г. – Уолтър Лангер, американски психоаналитик († 1981 г.)
- 1903 г. – Алексей Леонтиев, съветски психолог († 1979 г.)
- 1905 г. – Георги Герасимов, български художник († 1977 г.)
- 1907 г. – Валтер Науш, австрийски футболист († 1957 г.)
- 1909 г. – Вангел Аяновски, югославски партизанин († 1996 г.)
- 1912 г. – Пиетро Ферарис, италиански футболист († 1991 г.)
- 1914 г. – Алън Ходжкин, британски биофизик, Нобелов лауреат през 1963 г. († 1998 г.)
- 1914 г. – Уилям Бароуз, американски романист († 1997 г.)
- 1915 г. – Роберт Хофщетер, американски физик от еврейски произход, Нобелов лауреат през 1961 г. († 1990 г.)
- 1916 г. – Уго Локатели, италиански футболист († 1993 г.)
- 1919 г. – Андреас Папандреу, министър-председател на Гърция († 1996 г.)
- 1920 г. – Леда Милева, българска поетеса и писателка († 2013 г.)
- 1923 г. – Евгени Константинов, български писател и сценарист († 1986 г.)
- 1924 г. – Александър Матросов, съветски военнослужещ († 1943 г.)
- 1925 г. – Генчо Стоев, български писател († 2002 г.)
- 1930 г. – Александър Герчев, български лекар († 1997 г.)
- 1930 г. – Веселин Калчев, български музикант († 1999 г.)
- 1932 г. – Чезаре Малдини, италиански футболист и треньор († 2016 г.)
- 1934 г. – Ханк Аарон, американски бейзболист († 2021 г.)
- 1938 г. – Петър Драмов, български художник
- 1941 г. – Стивън Канел, американски актьор, продуцент, сценарист и писател († 2010 г.)
- 1943 г. – Майкъл Ман, американски режисьор и продуцент
- 1948 г. – Свен-Йоран Ериксон, шведски футболен мениджър († 2024 г.)
- 1949 г. – Курт Бек, германски политик
- 1949 г. – Мануел Орантес, испански тенисист
- 1950 г. – Нийл Джордан, ирландски режисьор и писател
- 1954 г. – Клиф Мартинез, американски музикант
- 1956 г. – Ектор Ребаке, мексикански автомобилен състезател
- 1958 г. – Франк Пагелсдорф, германски футболист
- 1959 г. – Антони Дончев, български музикант
- 1961 г. – Ирина Флорин, българска певица и моден дизайнер
- 1962 г. – Емил Велев, български футболист
- 1963 г. – Пако Айестеран, помощник-треньор на ФК Ливърпул
- 1964 г. – Дъф Маккагън, американски музикант
- 1964 г. – Лора Лини, американска актриса
- 1965 г. – Георге Хаджи, румънски футболист
- 1966 г. – Вяра Анкова, български журналист
- 1967 г. – Инка Парай, немска писателка
- 1968 г. – Маркус Грьонхолм, автомобилен състезател
- 1969 г. – Боби Браун, американски певец
- 1969 г. – Майкъл Шийн, британски актьор
- 1971 г. – Терезия Мора, немско-унгарска писателка
- 1972 г. – Мери-Елизабет Доналдсън, графиня на Монпезат
- 1975 г. – Джовани ван Бронкхорст, холандски футболист
- 1976 г. – Тони Джа, тайландски майстор по бойни изкуства
- 1977 г. – Иван Гребенчарски, български скиор
- 1978 г. – Тал Шакед, американски шахматист
- 1980 г. – Мартин Харизанов, български политик и икономист
- 1981 г. – Жули Зенати, френска певица
- 1984 г. – Карлос Тевес, аржентински футболист
- 1985 г. – Ванеса Русо, играч на покер от САЩ
- 1985 г. – Кристиано Роналдо, португалски футболист
- 1986 г. – Ведран Чорлука, хърватски футболист
- 1987 г. – Диян Христев, български футболист
- 1990 г. – Румен Николов, български футболист
- 1992 г. – Марина Кискинова, българска поп певица и актриса
- 1992 г. – Неймар, бразилски футболист

## Починали
- 1578 г. – Джанбатиста Морони, италиански художник (* 1520 г.)
- 1725 г. – Йохан Кристоф Вайгел, немски гравьор (* 1654 г.)
- 1803 г. – Джордж Бас, английски лекар (* 1771)
- 1822 г. – Али паша Янински, албански държавник (* ок. 1741)
- 1881 г. – Томас Карлайл, британски философ и публицист (* 1795 г.)
- 1909 г. – Димитър Паничков, български издател (* ок. 1810)
- 1910 г. – Дине Дробенов, български революционер (* ?)
- 1927 г. – Никола Рибаров, български генерал (* 1859 г.)
- 1931 г. – Михал Грамено, албански революционер (* 1872 г.)
- 1934 г. – Уилям Морис Дейвис, американски геоморфолог (* 1850 г.)
- 1937 г. – Лу Андреас-Саломе, германска писателка (* 1861 г.)
- 1947 г. – Боян Смилов, български политик (* 1885 г.)
- 1959 г. – Курт Закс, немски музиколог (* 1881 г.)
- 1966 г. – Лудвиг Бинсвангер, швейцарски психиатър (* 1881 г.)
- 1984 г. – Манес Шпербер, австрийски писател (* 1905 г.)
- 1999 г. – Василий Леонтиев, руски икономист, Нобелов лауреат през 1973 г. (* 1906 г.)
- 2001 г. – Любомир Димитров, български актьор (* 1930 г.)
- 2005 г. – Гнасингбе Еядема, президент на Того (* 1937 г.)
- 2008 г. – Асен Попов, български скулптор (* 1925 г.)
- 2013 г. – Леда Милева, българска писателка (* 1920 г.)
- 2014 г. – Робърт Дал, американски политолог (* 1915 г.)
- 2021 г. – Атанас Скатов, български алпинист (* 1978 г.)
- 2022 г. – Анани Явашев, български актьор (* 1932 г.)
- 2023 г. – Первез Мушараф, пакистански военачалник и политик (* 1943 г.)

## Празници
- Мексико – Ден на конституцията (1917 г.)
- Бурунди – Ден на единението
- Сан Марино – Ден на патрона (Света Агата)
- Пакистан – Ден на Кашмир